# Crisáspidas
Crisáspidas (del griego, chrusos, oro y aspis, escudo) era un cuerpo de soldados de Alejandro Magno.
Después de su victoria sobre los persas, Alejandro formó un cuerpo de preferencia cuyos soldados llevaban un escudo de oro o dorado, a los que llamó crisáspidas. A los que lo llevaban de plata, los llamó argiráspidas.
En la milicia romana, se imitaron después estas denominaciones por Alejandro Severo.